# Rhodellales
Rhodellales H.S. Yoon, K.M. Müller, R.G. Sheath, F.D. Ott & D. Bhattacharya, 2006 é o nome botânico de uma ordem de algas vermelhas unicelulares da classe Rhodellophyceae.
- Ordem nova, porém não foi referendada no sistema de classificação sintetizado de R.E. Lee (2008).

## Táxons inferiores
Família:  Rhodellaceae H.S. Yoon, K.M. Müller, R.G. Sheath, F.D. Ott & D. Bhattacharya, 2006.
Gêneros: 
Dixoniella J.L. Scott, S.T. Broadwater, B.D. Saunders, J.P. Thomas & P.W. Gabrielson, 1992.
Glaucosphaera Korshikov, 1930.
Rhodella L. Evans, 1970.